# Ever Cueva Cáceres
Ever Francisco Cueva Cáceres (Chimbote; 24 de abril de 1961) es un abogado y político peruano. Fue regidor provincial del Callao entre 1998-2006 y consejero regional del Callao entre 2007-2010 y actualmente está en el cargo de 2019-2022.
En 2006 participó en las elecciones regionales como candidato a consejero regional del Callao por el Movimiento Independiente Chim Pum Callao junto al candidato a presidente regional Álex Kouri siendo elegido. Desde el 27 de mayo de 2010 fue vicepresidente regional. También presidió la Comisión de Administración Regional, e integró los grupos de trabajo de Desarrollo Económico y Social.
Durante la gestión del alcalde Omar Marcos Arteaga, Cueva Cáceres fue asesor administrativo, entre los años 2015 y 2018. En 2018 participó en las elecciones regionales como candidato a consejero regional del Callao por el Movimiento Independiente Chim Pum Callao siendo elegido.

## Biografía
Desde muy pequeño fue democrático y tuvo aspiraciones políticas, cualidades que lo condujeron a la Universidad Federico Villarreal, en la que posteriormente culminó sus estudios en la Facultad de Derecho y Ciencias Políticas. Perteneció al Partido Aprista Peruano, por ello ejerce la doctrina del Dr. Víctor Raúl Haya de la Torre. Luego fue invitado por el Dr. Alexander Kouri Bumachar, a ser miembro del Movimiento Independiente Chim Pum Callao, en el que por voto popular fue elegido durante dos periodos consecutivos como Regidor Provincial, en la Municipalidad del Callao en 1998 hasta el 2006. También presidió la Federación de los Pueblos Jóvenes del Callao. En el 2007, fue elegido como Consejero Regional por el Callao, tiempo en el que creó la Gerencia de Juventudes, y fundó la Asociación de Mujeres “Manos Creativas”, que en la actualidad dicta clases de manualidades en Bisutería, Tejido, Maquillaje artístico, Mesoterapia, Chocolatería, Manicure, entre otras cosas. En el 2009, fue distinguido como presidente del Consejo Regional y se desempeñó como Vicepresidente del Gobierno Regional del Callao.
Ever Cueva Cáceres, expresó su total apoyo al trabajo policial en el primer puerto del país, que prepara a los maestros, alumnos y padres de familia en la creación de brigadas de autoprotección escolar. La finalidad, de la capacitación policial es contrarrestar los altos índices de violencia callejera en el Callao así como víctimas de lacras sociales como la drogadicción y prostitución.
En ese sentido comprometió el apoyo del gobierno regional chalaco para el éxito del interesante proyecto que se inició hace algunos meses como plan piloto en dos colegios del Callao. Asimismo destacó el compromiso del director de la XX Dirección Territorial Policial del Callao, general Francisco Pasco La Madrid y el de los oficial y subalternos que lo acompañan en la tarea de replicar la iniciativa en otras instituciones educativas.
Inauguró el seminario “La Policía Nacional y la comunidad educativa chalaca unidos por la seguridad ciudadana”, en ceremonia realizada en el Centro de Convenciones de la Fortaleza del Real Felipe.
A su turno, el general Pasco La Madrid, tuvo palabras de agradecimiento para con Cueva Cáceres, por el apoyo recibido y remarcó la buena disposición del gobierno regional por trabajar estrechamente con la Policía Nacional del Perú y la comunidad civil, en temas de seguridad ciudadana.
Dijo que una muestra de ello es el importante apoyo logístico recibido por su institución en los últimos años, a iniciativa del expresidente regional Dr. Alexander Kouri, y que continúa con el lic. Cueva Cáceres. La jornada tuvo la finalidad de capacitar a maestros, alumnos y padres de familia en cómo protegerse ante situaciones de riesgo callejero, como pandillaje, drogadicción y prostitución. A dónde acudir y cómo denunciar estos actos. Asistieron a la ceremonia el director de la Dirección Regional de Educación del Callao, Sr. Joaquín Cochella Maldonado y el Párroco de la Parroquia Santa Rosa, Juan de Dios Rojas Pajuelo, además de altos mandos policiales

#### Caso Mercado central de Mi Perú
El Mercado Central de Mi Perú es un centro de abastecimiento zonal de tipo Minorista que inició actividades en el año 1999, con sus 22 años de existencia lo convierte en un mercado tradicional en su comunidad. Este mercado de madera alberga 204 puestos fijos y tiene 204 puestos activos permanentemente. Cuenta con energía eléctrica con abastecimiento de agua y alcantarillado. Administrado por la Junta directiva o propietarios.
El 16 de agosto del 2021 se reunió con la junta directiva del mercado central de Mi Perú para lograr que la municipalidad reconozca a su derecho de propiedad después de más de 20 años de posesión haciendo justicia social

## Controversias

#### Inadmisible solicitud por no acreditar residencia en distrito al que postula
El Jurado Electoral Especial (JEE) de Lima Centro declaró inadmisible la solicitud de inscripción de dos candidatos a regidores del partido Cambio Radical por no cumplir los requisitos formales exigidos en la legislación, y otorgó un plazo de dos días para subsanar las observaciones formuladas. Indicando la resolución Nº 00001-2010-JEE Lima Centro.
Su caso el JNE lo sostuvo que no ha cumplido con acreditar su residencia en el distrito al cual postula por un periodo no menor de dos años continuos antes del 5 de julio de 2010. Por ello, estimó pertinente suspender la publicación de la lista compuesta por aquellos candidatos observados, hasta que haya cumplido con subsanar los requisitos faltantes o, en su defecto, hasta darse por agotado el plazo de subsanación.

#### Asesinato de su chofer
Unos sicarios dispararon la mañana del 11 de diciembre del 2013 contra el vehículo del exvicepresidente y exconsejero regional del Callao, Ever Cueva Cáceres, y asesinaron a su chofer, identificado como Juan Coras Choquepata. El hecho ocurrió cerca de las 8:00 a. m., cuando la víctima llegó a bordo de un vehículo de lunas polarizadas al domicilio de Cueva Cáceres, ubicado en el asentamiento humano Villa Mercedes, cerca del cruce de las avenidas Miguel Grau y Emisor, y la Base Naval.
Testigos señalaron que Coras Choquepata solía llegar alrededor de esa hora al domicilio del exfuncionario para recogerlo a él y a uno de sus hijos para llevarlos a sus centros de trabajo y estudios, respectivamente, informó Canal N. Sin embargo, esta vez unos desconocidos que descendieron de un station wagon blanco que se detuvo cerca al inmueble de Cueva Cáceres dispararon al menos unas seis veces contra el vehículo del exfuncionario.
Coras Choquepata fue trasladado de inmediato al hospital Daniel A. Carrión del primer puerto, pero los médicos solo pudieron certificar su deceso. Su cuerpo se encontró en la Morgue Central del Callao. La Policía Nacional investigo si la intención de los sicarios era acabar con la vida del conductor o del propio exconsejero regional, así como los motivos para hacerlo.